# Elena Arnedo
Elena Arnedo Soriano (Madrid, 25 de novembre de 1941 - íd., 7 de setembre de 2015) va ser una metgesa ginecòloga, escriptora, política i activista pels drets de les dones a Espanya, pionera en la defensa dels drets sexuals i reproductius i impulsora dels primers centres de planificació familiar que es van crear a Espanya a principis dels anys 1970. De 2003 a 2004 va ser regidora de l'Ajuntament de Madrid pel Partit Socialista Obrer Espanyol (PSOE).

## Biografia
Va néixer en l'inici de la postguerra espanyola al barri madrileny de Chamberí, filla de l'escriptora Elena Soriano i de Juan José Arnedo Sánchez, humanista i mecenes de projectes socials. Es va especialitzar en Ginecologia i posteriorment en Patologia Mamària en la Universitat d'Estrasburg, ja que a Espanya aquesta disciplina no existia com a especialitat.
Va formar part del moviment feminista espanyol des dels seus inicis. Definia el feminisme com «l'única revolució incruenta i silenciosa». Va militar en el Front d'Alliberament de la Dona, creat a Madrid el 1976, en el qual van militar també altres feministes socialistes com Carlota Bustelo, primera directora de l'Instituto de la Mujer, i també Gloria Nielfa, Cèlia Amorós o Jimena Alonso, entre d'altres.
Se la considera una de les pioneres de l'educació sexual i afectiva de les dones com a fundadora i impulsora, en els anys 1970, dels primers centres de Planificació Familiar que es van crear a Espanya. Així mateix va ser la primera presidenta de l'Associació Espanyola de Planificació Familiar. També se li deu el desenvolupament a Espanya de la prevenció del càncer de mama mitjançant el diagnòstic precoç. Va ser sòcia fundadora de la Societat Espanyola de Senología i Patologia Mamària.

Va formar part del grup del PSOE Dona i Socialisme, que va aconseguir amb els governs de Felipe González la posada en marxa de l'Instituto de la Mujer i la implementació a Espanya de les polítiques d'igualtat.

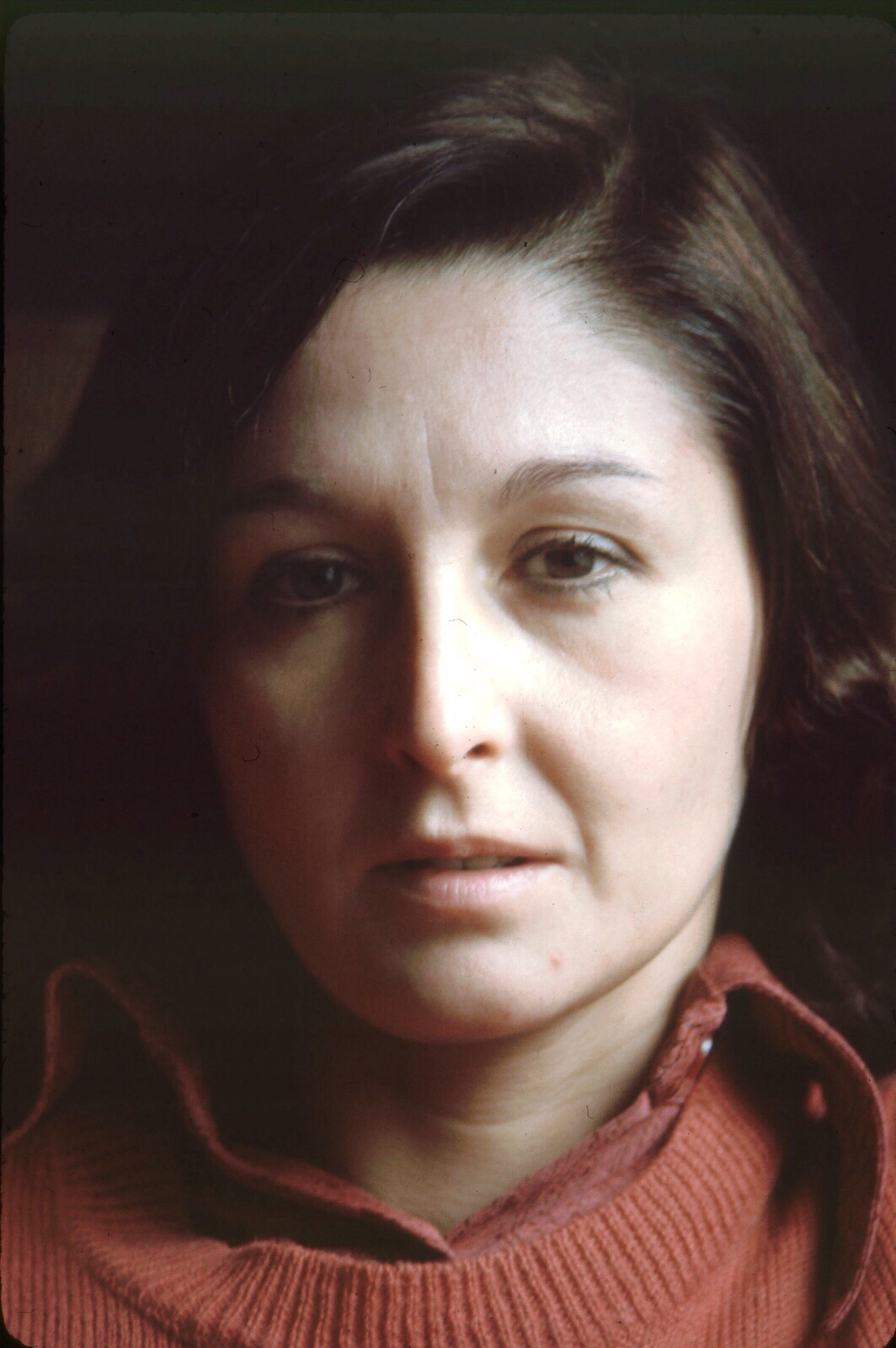
Elena Arnedo

Va ser directora de l'edició espanyola d'El gran libro de la mujer (1997), un recull de textos sobre la dona d'especialistes en diverses disciplines, com salut, psicologia, dret, sexologia o nutrició, destinat a «ensenyar les dones a conèixer-se millor, i amb això ajudar-les a ser més felices» i col·laboradora habitual de la secció de medicina de la revista Marie Claire 16.
Al 2000 va publicar Desbordadas, en què fa consideracions  sobre la nova dona i les seves relacions amb els homes, i sobre els problemes que comporta la coexistència generacional.
El 2003 va publicar el llibre La Picadura del Tábano: la mujer frente a los cambios de edad sobre la menopausa i contra els tabús, analitzant pros i contres dels tractaments hormonals. Aquest mateix any de 2003 va ser escollida regidora de l'Ajuntament de Madrid. En les eleccions municipals va ocupar el lloc número tres en les llistes del PSOE que encapçalava Trinidad Jiménez, assumint des de l'oposició els afers d'Igualtat i Assumptes Socials, a més de ser la viceportaveu del grup municipal socialista. Va cessar com a regidora al maig de 2004, moment en què la seva acta va passar a Pedro Sánchez Pérez-Castejón.
El 2008 va formar part del Comitè d'Experts que va col·laborar amb el Ministeri d'Igualtat en la preparació i redacció de la Llei orgànica de Salut Sexual i Reproductiva i de la Interrupció voluntària de l'embaràs aprovada el 2009.

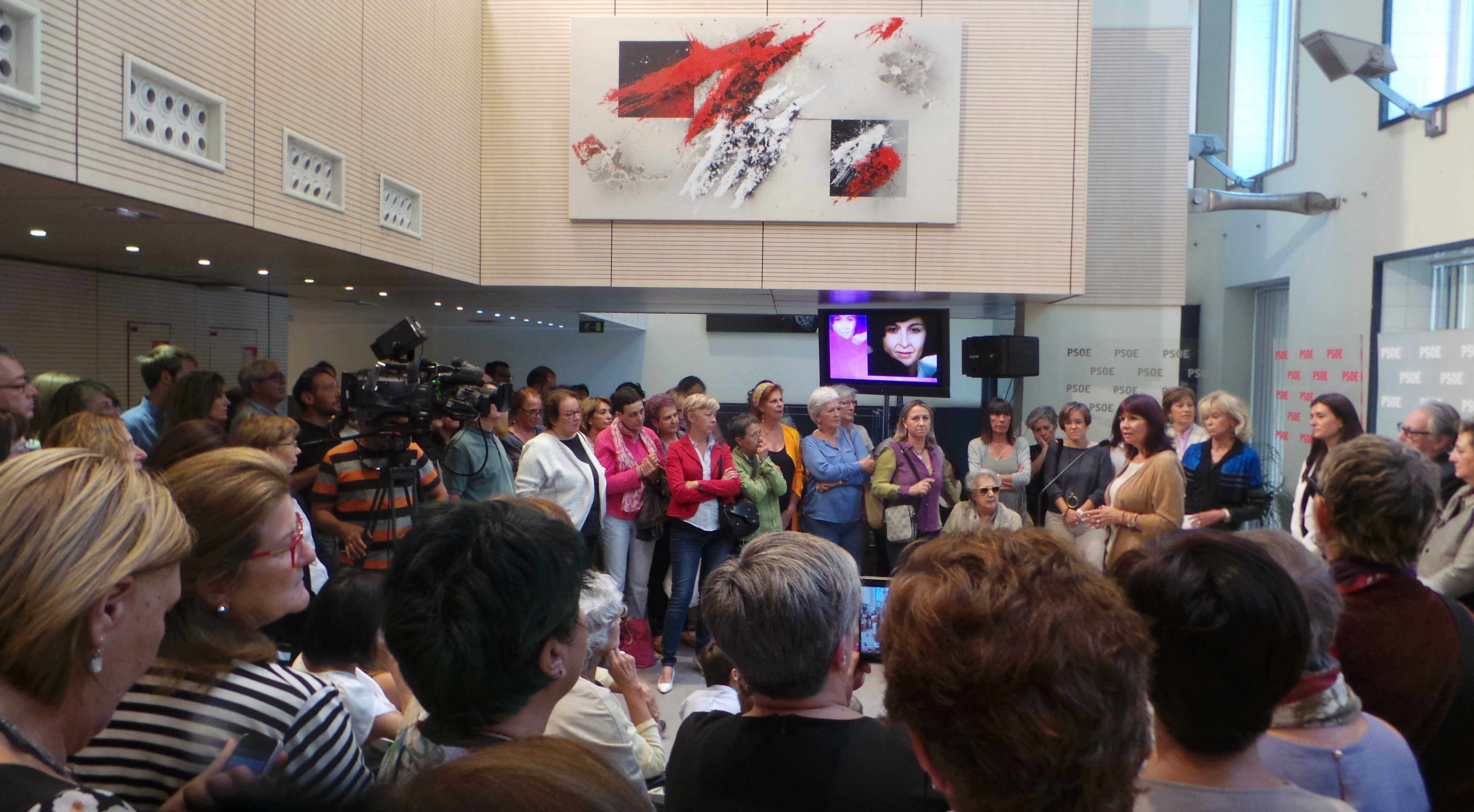
Homenatge a Elena Arnedo a la seu del PSOE a Ferraz (Madrid) el 26 de setembre de 2015

El 2009 va escriure el capítol «Mujer y socialismo» en el llibre El movimiento feminista en España en los años 70, coordinat per Pilar González Ruiz, Carmen Martínez Ten i Purificación Gutiérrez López.
El 2012 va donar suport a la tribuna col·lectiva «Instituto de la Mujer: ¿In memoriam?» per defensar el paper de l'Institut de la Dona –o Instituto de la Mujer– en l'avanç de les polítiques d'igualtat davant els intents del Partit Popular, llavors en el govern, per buidar-lo de contingut.
Va morir el 7 de setembre de 2015 per un càncer de pulmó especialment agressiu que li havia estat detectat uns anys abans.

## Vida personal
Als 19 anys va iniciar una relació amb Miguel Boyer, amb qui va estudiar en el Liceu Francès, i amb qui va compartir militància en el PSOE. Es van casar el 26 de juny de 1964 i van tenir dos fills: Laura Carlota (1966-2023) i Miguel. Van presentar la demanda de divorci el 1985. Va tornar a casar-se tres anys després amb l'arquitecte Fernando de Terán.

## Publicacions
- 2009, «Mujer y socialismo» en el llibre El movimiento feminista en España en los años 70, Ed. Cátedra
- 2003, La picadura del tábano. La mujer frente a los cambios de la edad. Ed. Aguilar
- 2000, El donjuanismo femenino. Ed. Atalaya
- 1997, El gran libro de la mujer. Ed. Temas de hoy

També ha col·laborat en diversos llibres col·lectius, com Españolas en la transición (1999) i El movimiento feminista en Espanya en los años 70 (2009).

## Homenatge pòstum i llegat

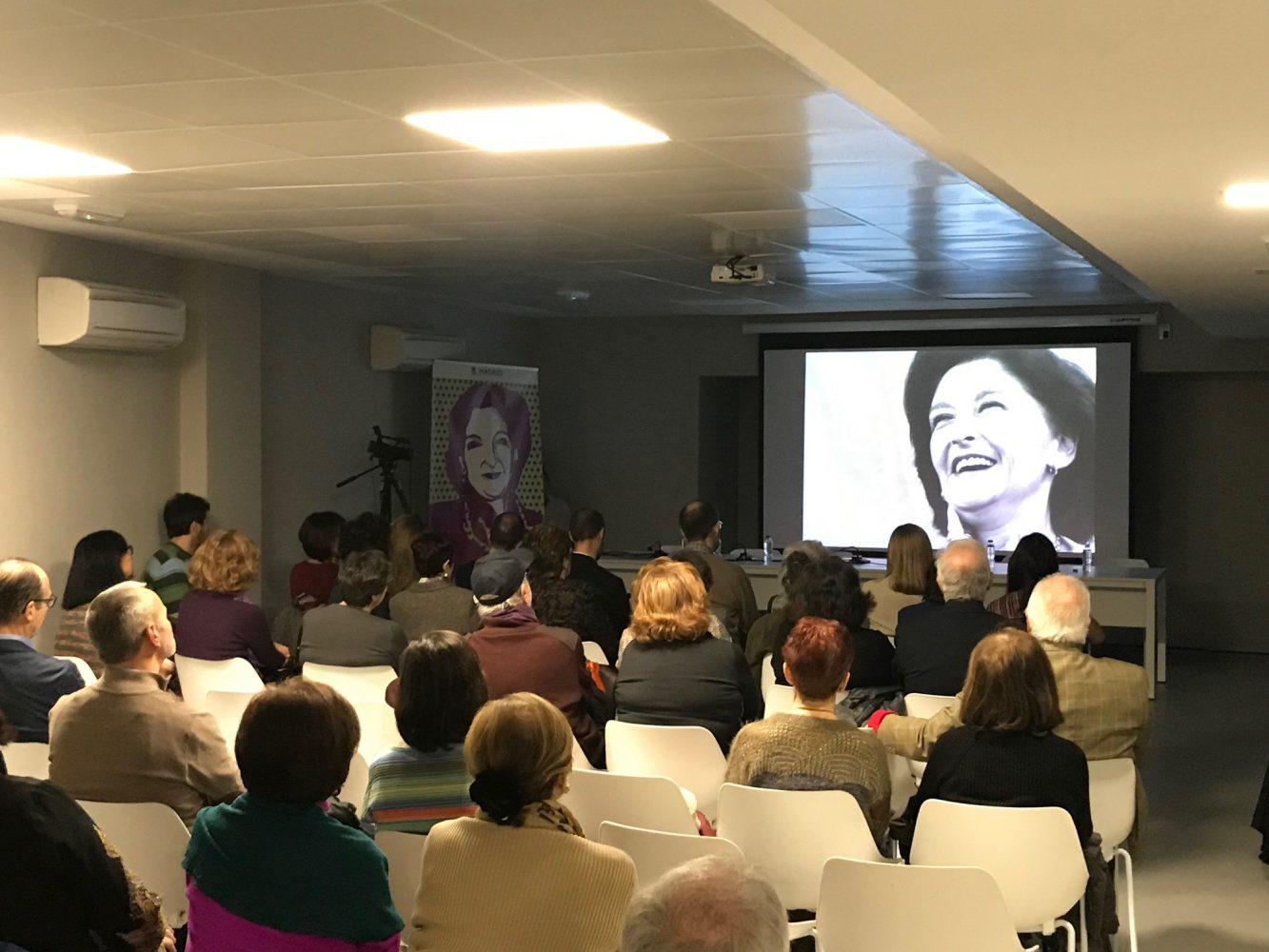
Homenatge a Elena Arnedo, a l'Espai d'Igualtat que porta el seu nom

El 24 d'octubre de 2015, durant un homenatge per la seva dedicació a la defensa dels drets de les dones en la seu del PSOE, es va anunciar la creació de l'Escola Feminista Elena Arnedo per transmetre el seu llegat, amb seu a la Fundació Pablo Iglesias, amb la coordinació conjunta de la Secretaria d'Igualtat del PSOE.
L'Ajuntament de Madrid va crear la sala Espacio de Igualdad Elena Arnedo, que forma part de la xarxa d'Espais d'Igualtat.